# Kolej Mergellina w Neapolu

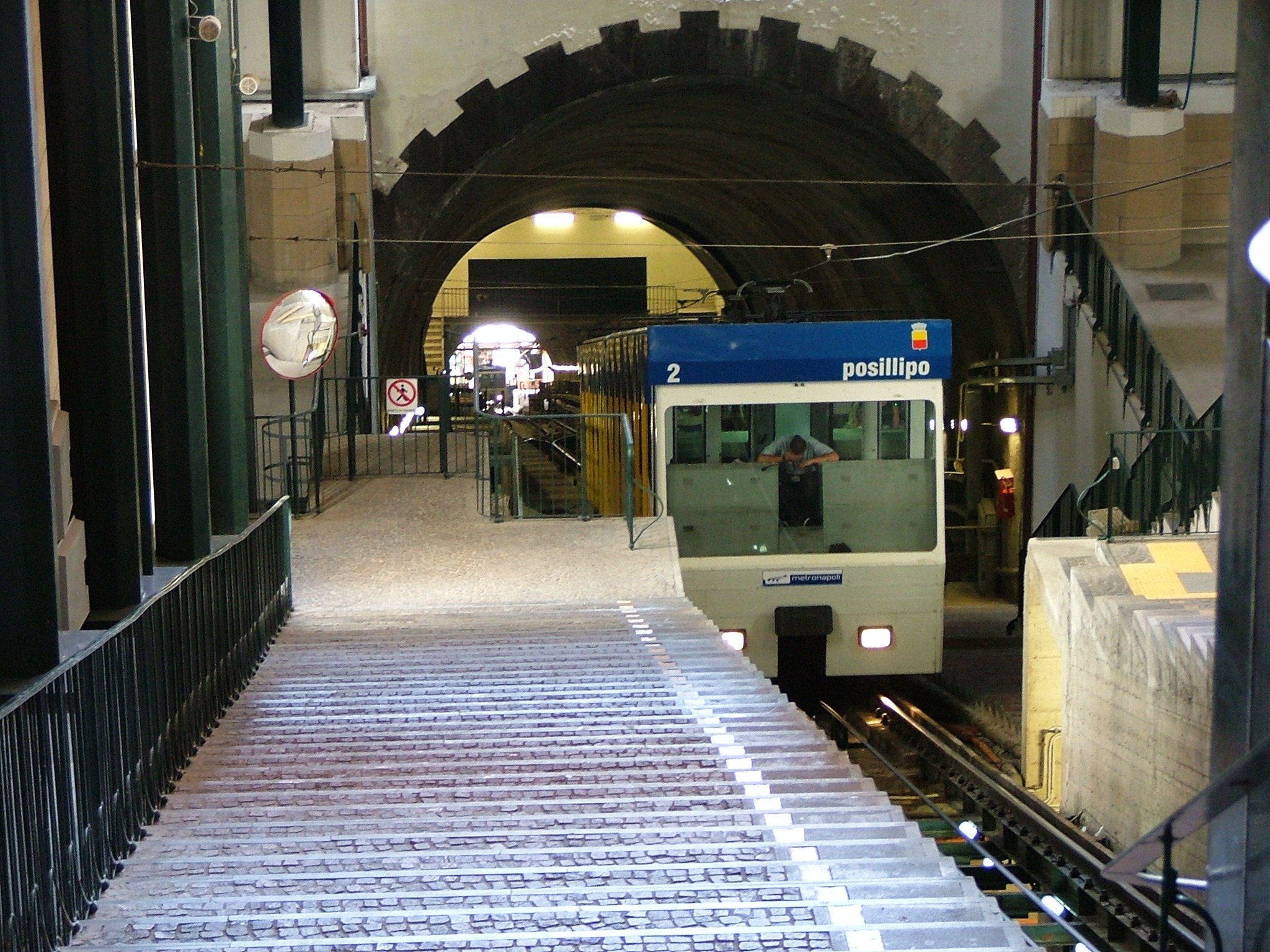
Stacja Via Manzoni

Kolej Mergellina (wł. Funicolare di Mergellina) – kolej linowo-terenowa zlokalizowana w Neapolu we Włoszech.

## Historia i tabor
Linię otwarto 24 maja 1931, co plasuje ją wśród młodszych rozwiązań komunikacyjnych w Neapolu. Została uruchomiona celem lepszego uprzystępnienia budowanych wówczas nowych osiedli na wzgórzu Posillipo. Początkowo operowała jako prywatna, a potem została skomunalizowana. Przejazd tą linią na wzgórze oferuje wyjątkowo atrakcyjne widoki na miasto, co wpływa na jej walory turystyczne. 
Długość linii wynosi 550 metrów. Ruch obsługują dwa wagony, każdy na 60 miejsc. Średnie nachylenie szlaku to 16,87%, ale maksymalne jest bardzo duże i wynosi 46%. Nazwy kolejnych stacji to (od dołu): Mergellina, Sant'Antonio, San Gioacchino, Parco Angelina i Via Manzoni.

## Galeria

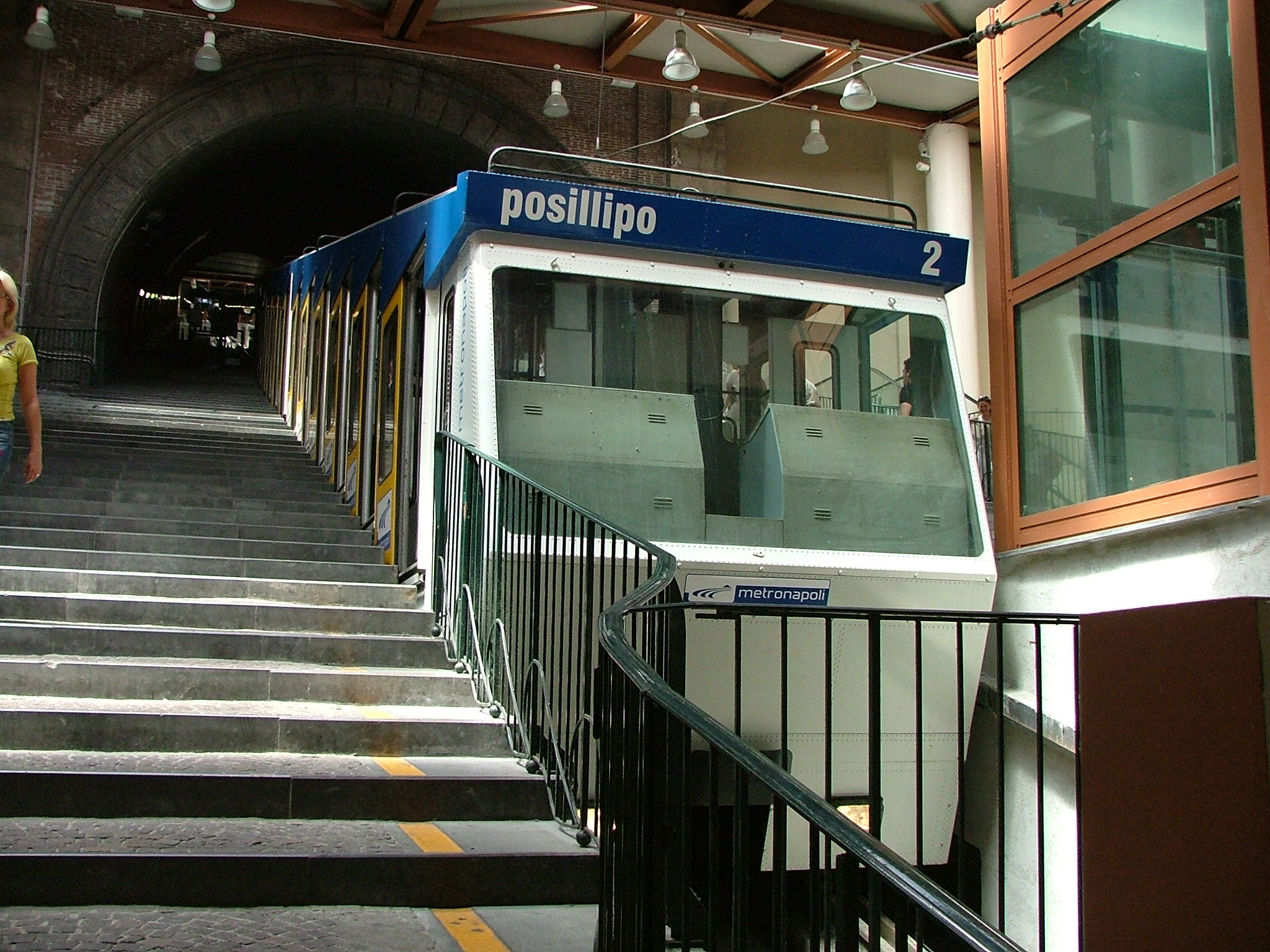
Stacja Margellina
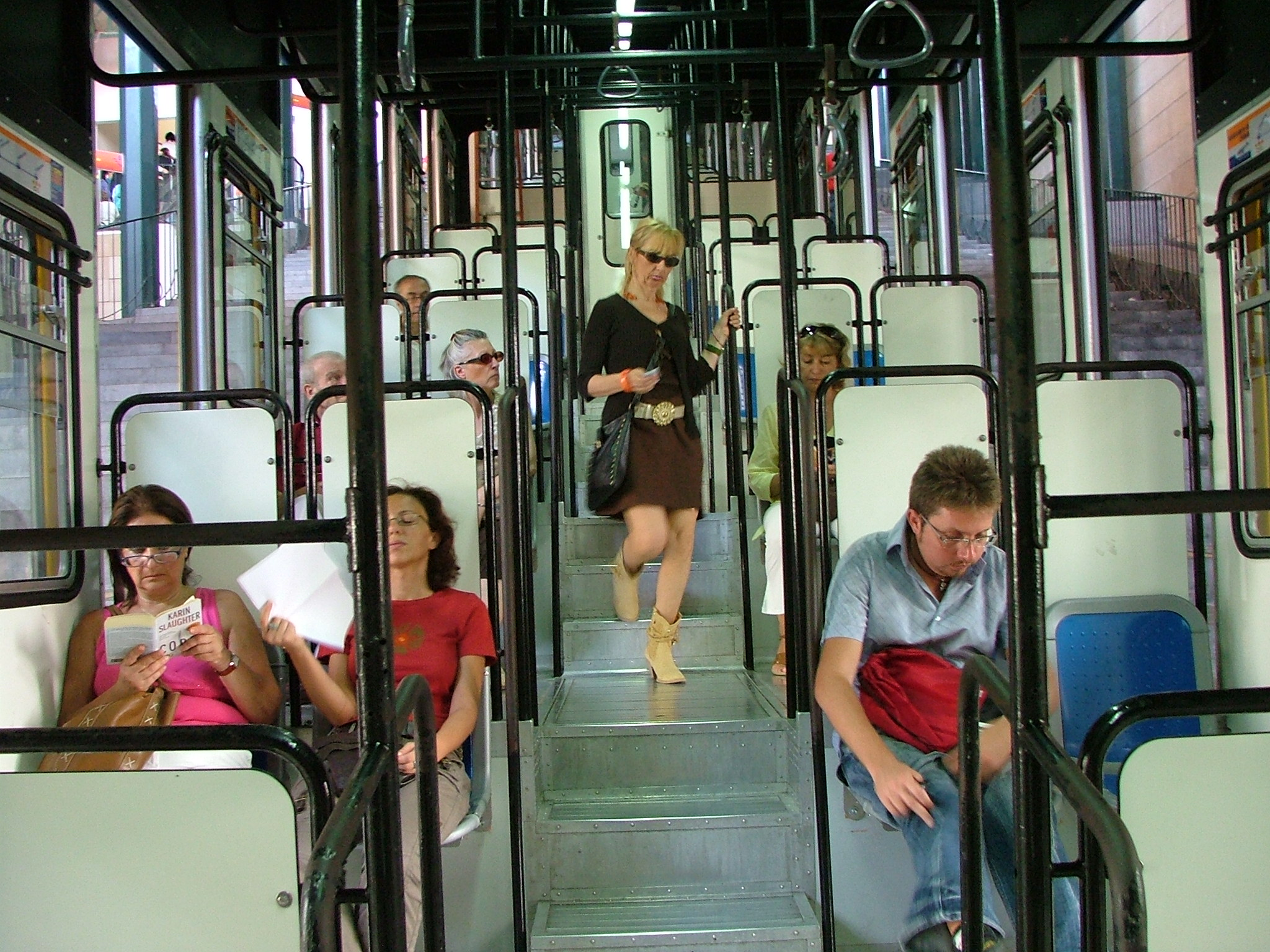
Wnętrze wagonu
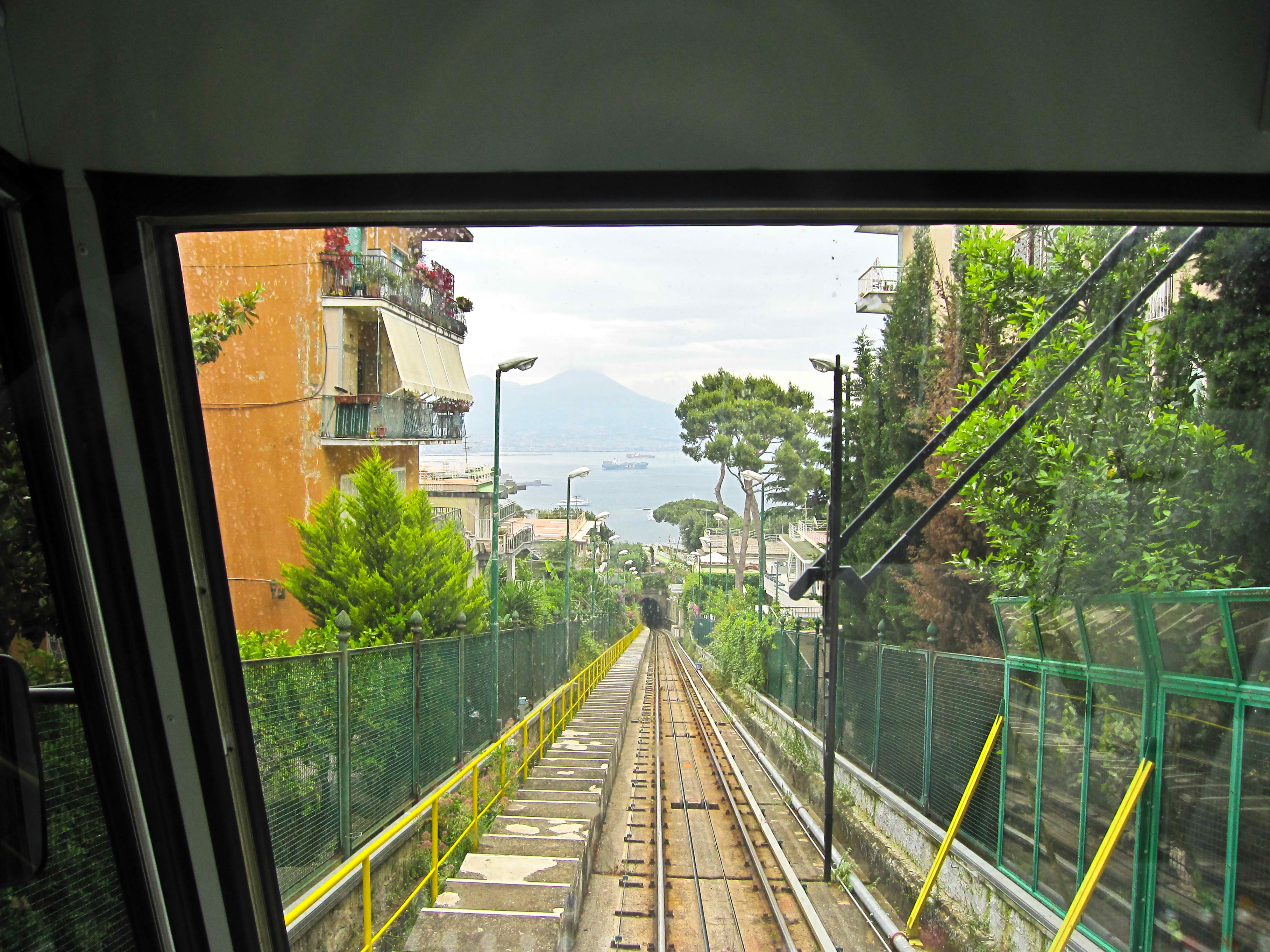
Trasa